# Акумулятивний рельєф
Акумуляти́вний рельє́ф (рос. аккумулятивный рельеф, англ. accumulative relief, нім. Akkumulationsrelief) — рельєф земної поверхні, який виник внаслідок накопичення (акумуляції) морських, річкових, озерних, льодовикових, еолових та ін. відкладів, продуктів виверження вулканів, а також продуктів антропогенного характеру. Розрізняють водно-акумулятивний, льодовиково-акумулятивний та ін. генетичні типи А.р., а також наземні та підводні форми А.р. Їх протиставляють денудаційному рельєфу (див. денудація). 
Найчастіше в природі зустрічаються форми рельєфу змішаного походження.